# Nyctanassa
Nyctanassa este un gen de stârci de noapte din America, în special (dar nu exclusiv) din regiunile de coastă mai calde. Anterior erau incluse în genul Nycticorax, dar astăzi toate autoritățile importante le recunosc ca fiind distincte.

## Taxonomie
Genul Nyctanassa a fost introdus în 1887 de către zoologul de origine norvegiană Leonhard Stejneger⁠(d) pentru a găzdui o singură specie, stârcul de noapte cu coroană galbenă (Nyctanassa violacea), care este, prin urmare, specia tip. Numele genului combină greaca veche nux care înseamnă „noapte” cu anassa care înseamnă „regină”; epitetul specific provine din latinescul violaceus care înseamnă „de culoare violet”.

## Specii
Genul conține două specii:
- Nyctanassa violacea
- † Nyctanassa carcinocatactes (dispărut)